# 에베르트 내각
에베르트 내각(독일어: Kabinett Ebert 카비네트 에버트[*])은 1918년 11월 9일 막시밀리안 폰 바덴 공자가 국가수상직에서 사퇴하면서 동시에 황제 빌헬름 2세의 퇴위와 제국헌법 폐지를 발표하고, 수상직이 프리드리히 에베르트에게 이양되면서 성립된 내각이다.
바덴 내각의 각료들이 유임되고 수상만 교체된 격이다가, 얼마 뒤 일부 각료는 교체되었다. 1918년 11월 10일 에베르트가 인민대표평의회라는 혁명내각을 수립하고 그 주석으로 취임하면서 에베르트 내각은 유명무실해졌다. 그래도 에베르트 내각은 1919년 2월 13일 샤이데만 내각이 출범할 때까지 인민대표평의회와 동시에 유지되었다.

1918년 독일 혁명 당시 권력구조도.

| 직책 | 성명                                             | 재임기간                         | 정당 | 정당           |
| --- | ------------------------------------------------ | -------------------------------- | ---- | -------------- |
| 국가수상 Reichskanzler                                                                                          | 프리드리히 에베르트                              | 1918년 11월 9일-1919년 2월 13일  |      | 사회민주당     |
| 외무청차관 Staatssekretär im Auswärtigen Amt                                                                    | 빌헬름 하인리히 졸프                             | 1918년 11월 9일-1918년 12월 13일 |      | 민주당         |
| 외무청차관 Staatssekretär im Auswärtigen Amt                                                                    | 울리히 폰 브로크도르프란차우 백작                | 1918년 12월 13일-1919년 2월 13일 |      | 무소속         |
| 내무국가청차관 Staatssekretäre des Reichsamts des Innern                                                        | 카를 트림보른                                    | 1918년 10월 6일-1918년 11월 15일 |      | 중앙당         |
| 내무국가청차관 Staatssekretäre des Reichsamts des Innern                                                        | 후고 프로이스                                    | 1918년 11월 15일-1919년 2월 13일 |      | 민주당         |
| 국가법무청차관 Staatssekretäre des Reichsjustizamtes                                                            | 파울 폰 크라우제                                 | 1918년 10월 4일-1919년 2월 13일  |      | 인민당         |
| 국가해군청차관 Staatssekretäre im Reichsmarineamt                                                               | 에른스트 카를 아우구스트 클레멘스 폰 만 기사     | 1918년 10월 4일-1918년 11월 9일  |      | 무소속         |
| 국가해군청차관 Staatssekretäre im Reichsmarineamt                                                               | 막시밀리안 로게                                  | 1918년 11월 9일-1919년 2월 13일  |      | 무소속         |
| 국가경제청차관 Staatssekretäre im Reichswirtschaftamt                                                           | 한스 카를 폰 슈타인 추 노르트 운트 오스타임 남작 | 1918년 10월 4일-1918년 11월 14일 |      | 무소속         |
| 국가경제청차관 Staatssekretäre im Reichswirtschaftamt                                                           | 아우구스트 뮐러                                  | 1918년 11월 14일-1919년 2월 13일 |      | 사회민주당     |
| 전쟁식량청차관 Staatssekretär im Kriegsernährungsamt                                                            | 빌헬름 폰 발도우                                 | 1918년 10월 4일-1918년 11월 14일 |      | 무소속         |
| 전쟁식량청차관 Staatssekretär im Kriegsernährungsamt                                                            | 에마누엘 보름                                    | 1918년 11월 14일-1919년 2월 13일 |      | 독립사회민주당 |
| 국가노동청차관 Staatssekretär des Reichsarbeitsamtes                                                            | 구스타프 바우어                                  | 1918년 10월 4일-1919년 2월 13일  |      | 사회민주당     |
| 국가체신청차관 Staatssekretäre des Reichspostamtes                                                              | 오토 뤼들린                                      | 1918년 10월 4일-1919년 2월 13일  |      | 무소속         |
| 국가대장청차관 Staatssekretäre des Reichsschatzamtes                                                            | 지크프리트 폰 뢰데른 백작                        | 1918년 10월 4일-1918년 11월 14일 |      | 무소속         |
| 국가대장청차관 Staatssekretäre des Reichsschatzamtes                                                            | 오이겐 시퍼                                      | 1918년 11월 14일-1919년 2월 13일 |      | 민주당         |
| 국가식민청차관 Staatssekretäre des Reichskolonialamtes                                                          | 빌헬름 하인리히 졸프                             | 1918년 10월 4일-1918년 12월 13일 |      | 무소속         |
| 경제동원해제국가청차관 Staatssekretäre des Reichsamt für wirtschaftliche Demobilmachung                         | 요제프 쾨흐                                      | 1918년 11월 12일-1919년 2월 13일 |      | 무소속         |
| 무임소차관 겸 휴전위원회 위원장 Staatssekretär ohne Geschäftsbereich und Leiter der Waffenstillstandskommission | 마티아스 에르츠베르거                            |                                  |      | 중앙당         |